# Legg Mason

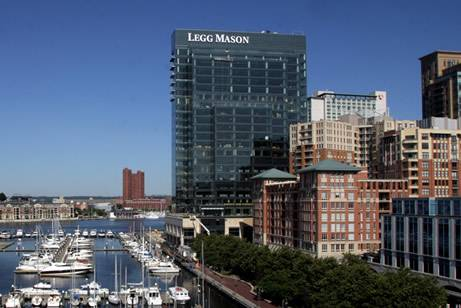
Siedziba w Baltimore

Legg Mason, Inc. – założona w 1899 roku firma z siedzibą w Baltimore specjalizująca się w zarządzaniu aktywami na światowych rynkach, między innymi w USA, Wielkiej Brytanii, Japonii, Singapurze. W lipcu 2020 roku została przejęta przez Franklin Templeton Investments za 4,5 miliarda dolarów, co uczyniło ją jednym z największych niezależnych globalnych zarządców inwestycyjnych z łącznymi aktywami pod zarządzaniem wynoszącymi 1,5 biliona dolarów.
W Polsce działalność Legg Mason była prowadzona przez Legg Mason Towarzystwo Funduszy Inwestycyjnych S.A. W grudniu 2016 roku akcje tej spółki zostały nabyte przez jej zarząd, pracowników oraz polskich inwestorów finansowych od amerykańskiego właściciela. W czerwcu 2017 roku firma zmieniła nazwę na ESALIENS Towarzystwo Funduszy Inwestycyjnych S.A.
ESALIENS TFI kontynuuje dystrybucję funduszy z oferty Legg Mason, Inc. na dotychczasowych zasadach, a zmiana nazwy nie wpłynęła na zasady obsługi klientów ani kształt oferty produktowej towarzystwa.

## Historia
Początki Legg Mason sięgają roku 1899, kiedy została założona firma brokerska Mackubin & Company (później Legg & Company). W 1962 roku w Newport News w stanie Wirginia została założona przez Raymonda A. Masona firma brokerska Mason & Company. Dwie firmy połączyły się w Legg Mason & Company w 1962 roku, obierając za swoją siedzibę Baltimore.

### Kalendarium
- 1899: George Mackubin & Co., poprzedniczka  Legg & Co., zostaje założona Baltimore, Maryland.
- 1962: Brokerska firma Mason & Co. zostaje założona przez Raymonda A. Masona w Newport News, Wirginia.
- 1967: Mason & Co., z 80 pracownikami i 4 biurami staje się jedną z trzech największych firm brokerskich w Wirginii
- 1970: Mason & Co. łączy się z Legg & Company tworząc Legg Mason & Co., Inc, i przenosi siedzibę do Baltimore, Maryland.
- 1975: Raymond A. Mason zostaje prezesem oraz CEO Legg Mason & Co., Inc,
- 1982: Legg Mason Fund Adviser, Inc. zostaje stworzony do zarządzania sztandarowym funduszem, Legg Mason Value Trust.
- 1983: Legg Mason, Inc. staje się spółką publiczną,  notowaną na New York Stock Exchange  (symbol: LM)
- 2005: Legg Mason finalizuje transakcję z Citigroup, mającą na celu przekazanie jej prywatnych i instytucjonalnych klientów z rynku kapitałowego w zamian za departament zarządzania aktywami Citigroup, stając się tym samym firmą zajmującą się wyłącznie zarządzaniem aktywami.
- 2008: Mark R. Fetting zostaje CEO firmy, zastępując Raymonda A. “Chipa” Masona.
- 2009: Legg Mason świętuje 110 lat działalności biznesowej.
- 2013: Joseph A. Sullivan zostaje CEO firmy.
- 2016: Firma przejęła firmę Clarion Partners zajmującą się inwestycjami w nieruchomości, połączyła swoją platformę funduszy hedgingowych Permal z nowojorskim niezależnym inwestorem funduszy hedgingowych EnTrust i nabyła mniejszościowy pakiet udziałów w Precidian Investments z siedzibą w New Jersey, aby zwiększyć swoje fundusze giełdowe.
- 2019: Firma zakończyła wszystkie sponsoringi sportowe, aby obniżyć koszty.
- 2020: Franklin Templeton Investments nabył Legg Mason za $4,5 miliarda.